# Cynolebias
Genre
Espèces de rang inférieur
- Cynolebias altus
- Cynolebias attenuatus
- Cynolebias elegans
- Cynolebias gibbus
- Cynolebias gilbertoi
- Cynolebias gorutuba
- Cynolebias griseus
- Cynolebias itapicuruensis
- Cynolebias leptocephalus
- Cynolebias microphthalmus
- Cynolebias paraguassuensis
- Cynolebias perforatus
- Cynolebias porosus
- Cynolebias vazabarrisensis

Cynolebias est un genre de poissons de la famille des Rivulidae et de l'ordre des Cyprinodontiformes. Les espèces sont natives d'Amérique du Sud.